# 슈퍼지구

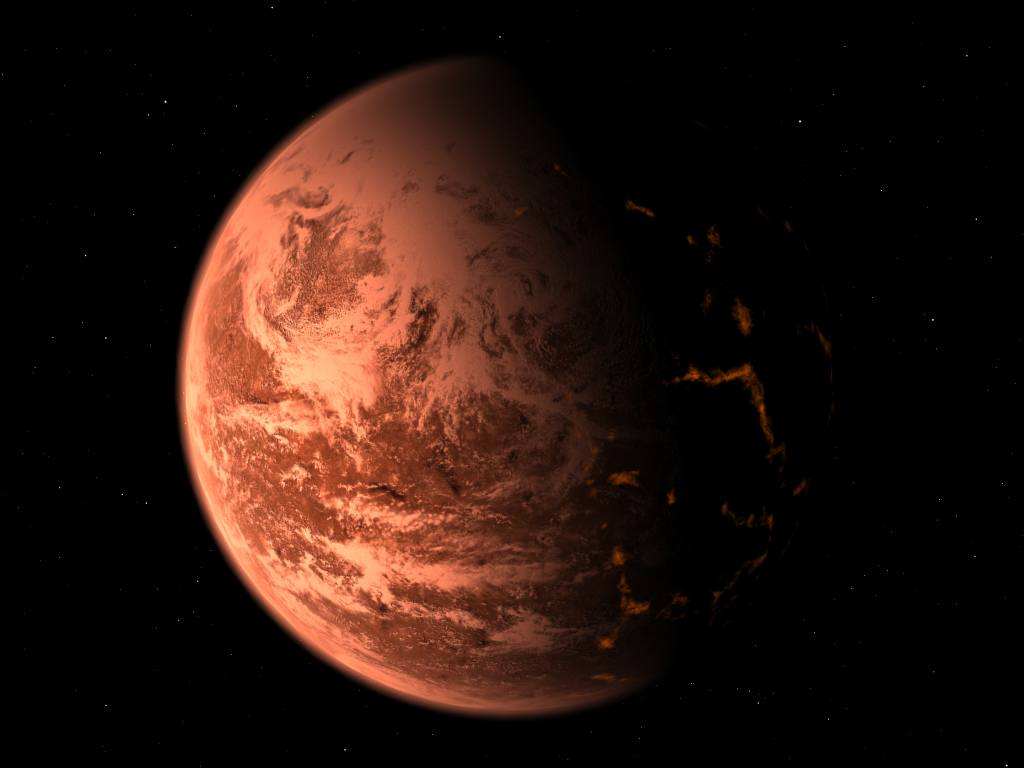
대표적인 외계 지구형 행성 글리제 876d의 상상도

슈퍼 지구는 지구처럼 암석으로 이루어져 있지만, 그 질량이 매우 커서 지구질량의 약 2배~10배 정도에 이르는 천체이다. 질량이 천왕성 및 해왕성에 버금가는 수준이며, 초기에 발견된 슈퍼 지구들은 모항성에서 매우 가까운 곳을 돌고 있는데다, 아직 이들의 조성물이 암석인지 가스 덩어리인지 확실하게 검증되지 않았기 때문에, 조성 성분이 암석이 아니라 기체라고 가정할 경우 뜨거운 목성에 빗대어 뜨거운 해왕성이라고도 불린다. 지금까지 발견된 슈퍼 지구들의 궤도를 보면, 모항성으로부터 충분한 복사열을 공급받고 있다. 이 때문에 우리 태양계의 목성형 행성들처럼 궤도상의 가스를 끌어들여 자라난 상태는 아닐 것으로 추측하고 있다.
지금까지, 슈퍼 지구는 에우헤니오 리베라 휘하 연구팀이 발견한 글리제 876d 이후 여러 개 발견되었다. 우리 태양계에는 슈퍼 지구의 모델이 될 사례가 없다. 가장 큰 암석  행성은 지구로, 지구보다 한 단계 무거운 행성은 천왕성으로 지구 질량의 14배이다.

## 예시
이외에도 컴퓨터 시뮬레이션으로 존재가 추측되기는 하나 검증되지 않은 슈퍼 지구로 제단자리 뮤 d가 있다.

## 구별 방법
광역 카메라로 행성이 중심별 앞을 지나갈 때 중심별의 대기권을 지나가는 별빛을 분석해 대기의 성분을 알아낸다.

## 발견

### 2005년

#### 글리제 876 d
첫 번째 슈퍼지구는 펄사 PSR B1257+12 주위를 돌고 있는 펄사 행성 3개로, 알렉산더 볼시찬과 프레일이 발견하였다. 이 행성들은 대략 지구 질량의 4배 정도로 가스 행성으로 보기에는 너무 작았다.
주계열성 주위를 공전하는 첫 번째 발견 사례는 2005년 글리제 876 주위를 도는 글리제 876 d였다. 글리제 876 주위에는 이미 목성형 행성이 1개 발견된 상태였다. d의 질량은 지구의 7.5배였고, 공전주기는 매우 짧아서 고작 2일에 불과했다. 매우 가깝게 붙어서 돌고 있기 때문에 글리제 876이 적색 왜성이지만 d의 표면 온도는 650K에 이른다.

#### OGLE-2005-BLG-390Lb
2005년 OGLE-2005-BLG-390L 주위를 도는 OGLE-2005-BLG-390Lb가 발견되었다. 이 행성은 대략 지구 질량의 5.5배였고, 중력렌즈를 이용하여 찾아내었다.
같은 해 오렌지색 주계열성 HD 69830 주위를 공전하는 HD 69830 b가 발견되었다. 이 행성의 질량은 지구의 10배이다.

### 2007년

#### 글리제 581 c, 581 d
2007년 4월 스위스 스테판 우드리 휘하 관측팀은 적색왜성 글리제 581 주위를 돌고 있는 지구형 행성 2개(글리제 581c, 581d)를 발견했다고 발표했다. 이 중 안쪽을 돌고 있는 행성 글리제 581c는 생물권 내를 공전하고 있었고, 표면에 액체 물을 가질 수 있다고 추측했다. 581c는 어머니 항성으로부터 1,100만 킬로미터 떨어져서 공전하고 있었고, 질량은 지구의 약 5배였다. 이 정도 거리에서 c가 받는 열은 금성의 반사도를 적용할 경우 섭씨 영하 4도, 지구의 반사도를 적용할 경우 영상 40도였다.

### 2011년

#### 케플러-22b
2011년 12월 5일 NASA의 과학자들은 케플러 우주 망원경으로 지구의 2.4배인 케플러-22b를 발견했다고 발표하였다. 과학자들은 골디락스 영역 주변을 돌면서 별의 밝기가 100만분의 84정도 흐려지는 것을 포착해 이 행성을 발견하였다. 이 행성은 태양 같은 항성 주변을 돌고 있으며 케플러 22b와 항성 간의 거리는 지구와 태양간의 거리보다 9%정도 가까우며, 표면에 물이 존재하고 생명이 살기 좋은 화씨 72도(섭씨22도) 정도의 기온을 가지고 있다. 또 NASA는 이날 지구 같은 행성의 새로운 후보군 1천94개를 추가로 발표했으며 이 가운데 10개의 행성이 지구같은 크기이다.

### 2012년

#### 글리제 667Cc
미국 카네기 과학연구소 연구진은 유럽남부천문대(ESO)가 이미 발표한 자료를 새로운 기법으로 분석하고 하와이 케크 천문대의 에셸분광기와 칠레에 있는 카네기 행성추적 분광기 자료를 종합해 지구에서 불과 22광년 거리에 있는 'GJ 667Cc'에 생명체가 생존할 확률이 매우 높은 행성임을 새로 밝혀냈다. GJ 667Cc는 `GJ 667C' 주위를 28.15일 주기로 돌며, 질량이 지구의 4.5배, 지구가 받는 광선량의 90%를 받는데 대부분은 적외선이어서 행성에 흡수되는 에너지의 비율이 지구보다 높지만 이런 점을 계산에 넣더라도 지구가 태양으로부터 받는 것과 비슷한 양의 에너지를 중심별로부터 받는 것으로 보이고, 행성의 표면 온도는 지구와 비슷해서 연구진은 "지금까지 발견된 행성 중 물, 더 나아가 어쩌면 생명체가 있을 가능성이 가장 큰 슈퍼지구 후보"라고 밝혔다.

#### 글리제 1214 b
미국 하버드 스미스소니언 천체물리학연구센터를 비롯한 국제 연구진은 2009년 이미 지상 망원경을 통해 발견된 행성 GJ 1214b를 허블 우주 망원경을 통해 재관찰한 결과 질량의 대부분이 물로 이루어진 슈퍼 행성으로 나타났다. GJ 1214b는 지구에서 약 40광년 거리에 있는 뱀주인자리에 속한 행성으로 지름은 지구의 2.7배, 질량은 약 7배이다. 적색왜성 GJ 1214를 200만km 떨어진 궤도에서 38시간 만에 한 차례씩 공전하며 온도는 230℃ 정도로 추정하였다. 이 행성의 대기는 2010년 CfA 과학자들에 의해 측정되었는데 물일 수도 있으나 토성의 위성 타이탄의 대기와 같은 짙은 연무질로 덮여 있을 가능성도 완전히 배제하지는 못했던 상황이였다. 그러나 이번 관측으로 연무질이 아닌 짙은 수증기로 나타났다. 연구진은 이 행성이 중심별로부터 먼, 물 성분 얼음이 많은 곳에서 형성돼 탄생 초기에 지구 표면과 온도가 비슷한 생명체 거주가능 영역(HZ)을 지나갔을 것으로 추측하고 있으나 그 곳에서 얼마나 머물렀을 지는 밝히지 못했다.

#### HD 40307 g
칠레의 첨단 망원경 HARPS를 이용한 분석결과 모항성 주위를 도는 3개의 새로운 행성 중 하나로 지구에서 42광년 떨어진 곳에 위치한 HD 40307g이 물이 존재하며 기온, 대기 환경 등이 생명체가 살기에 적합한 것으로 나타났다.

### 2013년

#### 케플러-69c
2013년 1월 7일에 발견된 슈퍼지구로, 케플러 우주 망원경에 의하여 발견 되었으며 지구 반경의 약1.5배이며 공전주기는 약242일이다. 한편, 역대 발견된 슈퍼지구 중 가장 생명체가 살기 적합한 조건으로 나타났다.

### HD 40307
지난 8일 해외 유력 언론들은 “태양계외행성 ‘슈퍼지구’가 42광년 떨어진 곳에서 발견됐다(‘Super-Earth’ exoplanet spotted 42 light-years away)”는 제목으로 ‘新 슈퍼지구 발견’ 을 보도했다.   언론들은 이번 ‘新 슈퍼지구’ 발견은 ‘HD 40307’이 조사 결과 세 개의 행성이 더 딸려 있다는 사실이 밝혀짐으로써 알려지게 됐다. ‘HD 40307’은 기존에 세 개의 행성으로 이뤄진 것으로 알려졌지만 이번 조사로 세 개의 행성이 추가로 발견된 것이다. 이중 지구와 물, 온도 등 여러 가지 조건이 비슷해 생명체가 존재할 수 있는 환경인 것으로 알려진 ‘HD 40307g’는 가장 바깥에 있는 행성이다.

## 특징
슈퍼지구는 고체의 표면으로 행성이 덮여 있다는 점에서는 지구와 같으나, 질량이 지구보다 크기 때문에 여러 특징을 지닌다. 통과법(transit method)을 통해 측정한 글리제 581d의 반지름은 9,200킬로미터에서 12,500킬로미터 사이로 측정되었다. 전자의 경우 암석 행성, 후자의 경우 얼음 행성으로 추측된다. 이 정도의 반지름을 지닌다고 가정하면, 인간이 이 행성에 서 있을 때 느끼는 중력은 지구의 1.9배에서 3.3배로, 이는 천왕성이나 해왕성 또는 토성보다 크며, 극단의 경우 목성의 2.6배보다도 큰 값이다. 이처럼 덩치에 비해 큰 표면중력이 슈퍼지구의 특징이다.
또한 슈퍼지구는 질량이 크기 때문에 탄생시의 내부열을 지구보다 많이 간직하고 있고, 따라서 지질학적으로 지구보다 역동적이다. 이런 행성의 지각은 지구보다 상대적으로 얇을 것이고, 지각의 움직임도 지구보다 더 활발할 것이다. 슈퍼지구의 연구를 통해 얻게 된 지식 중 하나는, 지구 질량은 판 운동이 일어날 수 있는 하한선 근처라는 사실이다.

## 같이 보기
- 외계 행성
- 뜨거운 목성
- 슈퍼목성
- 생명체 거주가능 영역
- SETI - 외계 지적문명 탐사프로젝트

## 참고 문헌
- 세계일보 - 지구 닮은 '슈퍼지구' 발견…물·암석 존재할 듯
- 한국일보 - 지구환경 닮은 행성 발견